# Жижма
Жижма (блр. Жыжма; рус. Жижма; литв. Žižma) литванско-белоруска је река и десна притока реке Гавје (део басена реке Њемен и Балтичког мора).
Жижма извире у јужном делу Округа Вилњус, тече ка југу и након 82 km тока улива се у реку Гавју у Гродњенској области на око 15 km западније од града Ивја. Басен обухвата подручје површине 584 km². Просечан проток на годишњем нивоу у зони ушћа је око 4,1 m³/s. 
У средњем и доњем делу тока протиче преко замочварених подручја Воранавског, Ивјевског и Лидског рејона Гродњенске области. Ширина реке је до 15 метара, док се обалска равница у зависности од терена шири од 400 до 800 метара од матице реке. 
Жижма не прима значајније притоке, а њене обале су највећим делом доста ниске песковите, муљевите и замочварене, местимично стрмије. Око 27 km корита је канализовано. 
На њеним обалама нема већих градова. 